# Penicillium glaucum
Penicillium glaucum Link – gatunek grzybów z klasy Eurotiomycetes. Mikroskopijny grzyb strzępkowy.

## Systematyka i nazewnictwo
Pozycja w klasyfikacji według Index Fungorum: Penicillium, Aspergillaceae, Eurotiales, Eurotiomycetidae, Eurotiomycetes, Pezizomycotina, Ascomycota, Fungi.
Po raz pierwszy opisał go w 1809 r. Johann Heinrich Friedrich Link na korzeniach roślin w Niemczech i nadana przez niego nazwa naukowa jest ważna. Synonimy:
- Botrytis glauca (Link) Spreng. 1827
- Carpenteles asperum Shear 1934
- Carpenteles glaucum (Link) Langeron 1922
- Carpenteles glaucum (Link) Clem. & Shear 1931
- Penicillium asperum (Shear) Raper & Thom 1949

## Charakterystyka
W Polsce Penicillium glaucum wyizolowano ze słodu i nasion niektórych roślin. J.H.F. Link zauważył, że jest to grzyb dość częsty na różnych rozkładających się produktach organicznych, na których tworzy pleśń.
Wykorzystywany jest do wytwarzania niektórych serów pleśniowych, w tym Bleu de Gex, Rochebaron i niektórych odmian Bleu d’Auvergne i Gorgonzola.